# Hauptpostamt Utrecht

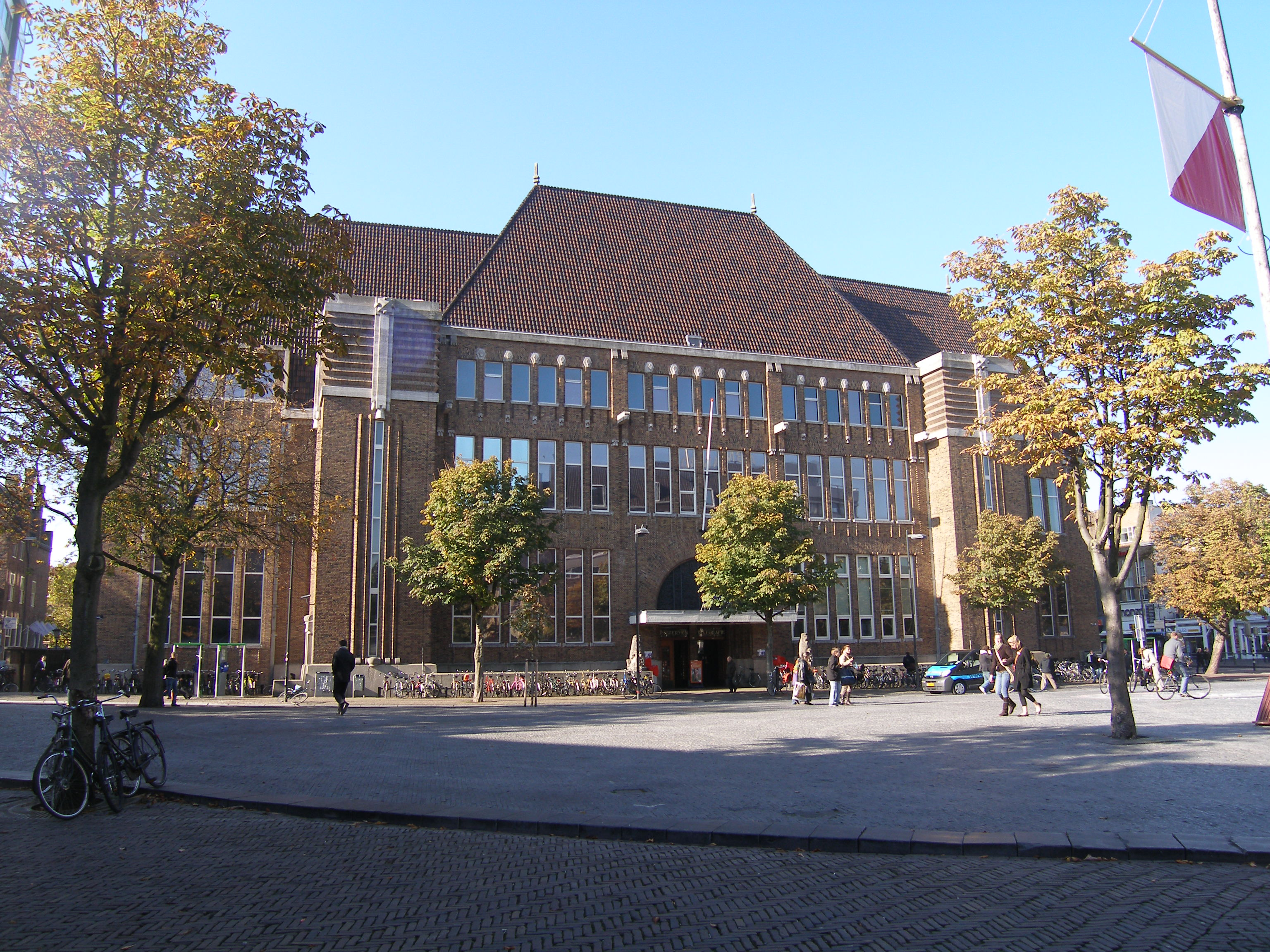
Hauptpostamt Utrecht

Das ehemalige Gebäude des Hauptpostamts Utrecht (niederländisch Hoofdpostkantoor) der niederländischen Stadt Utrecht befindet sich am Platz Neude 11 und steht als ein bedeutendes Bauwerk des Expressionismus der Amsterdamer Schule unter Denkmalschutz.

## Geschichte
Um 1400 wurde hier das Cäcilienkloster für die adligen Nonnen des Dritten Ordens des Heiligen Franziskus errichtet. Nach der Reformation kam das Bauwerk in den Besitz der Stadt. Das Kloster bestand bis 1647. Danach befand sich hier die Nationale Münze, bis sie 1911 in den Leidseweg 90 umzog. In der Halle des heutigen Gebäudes erinnert eine Gedenktafel an diesen Vorgänger. Die Tafel wurde von der Utrechter Philatelistenvereinigung gestiftet und erinnert an die erste hier gedruckte Briefmarke aus dem Jahr 1852. Die Gedenktafel wurde von Maarten Pauw entworfen.
Im Jahr 1920 wurde das Hauptpostamt gebaut, das 2011 als letztes niederländisches Postamt geschlossen wurde. Am 23. April 2020 wurde das neue Geschäft der Buchhandlung Broese in der früheren Post an der Neude vom Schriftsteller Ronald Giphart eröffnet. Das Gebäude beherbergt auch die Zentralbibliothek von Utrecht. Es wurde am 11. Mai 2020 für die Öffentlichkeit geöffnet.

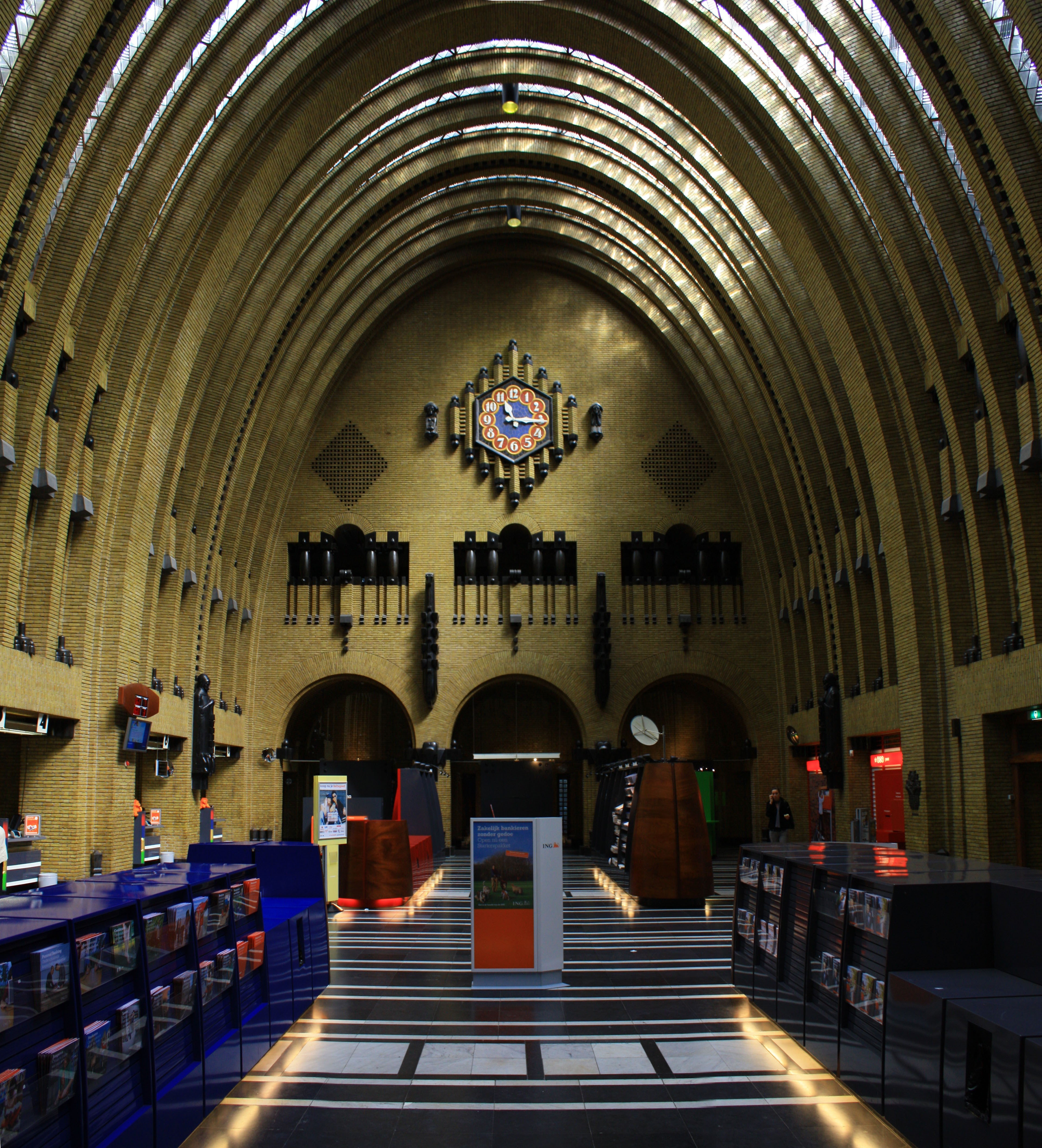
Innenansicht

## Beschreibung
Das ehemalige Hauptpostamt wurde vom Architekten Joseph Crouwel jr. im Stil der Amsterdamer Schule entworfen. Die Bauarbeiten begannen 1919 und wurden 1924 abgeschlossen. Die Halle des Gebäudes beeindruckt durch ihre hohen Parabelbögen.
Sechs Statuen aus Blaustein sind in der Halle angebracht. Fünf dieser menschlichen Figuren stellen die verschiedenen Kontinente dar und werden von einem entsprechenden Tier begleitet, während eine sechste Statue den Handel und den Wohlstand darstellt. Die Statuen und Ornamente wurden von Hendrik van den Eijnde geschaffen. Die beiden Löwen an der Außenseite vor dem Eingang stammen ebenfalls von seiner Hand. Sie wurden später angebracht und waren ursprünglich nicht Teil des Entwurfs, sondern wurden auf Wunsch der Utrechter Bürger angefertigt. Die große Uhr in der Halle wurde von De Porceleyne Fles hergestellt. Die Glasmalerei über dem Eingang ist ein Werk von Richard Roland Holst und stellt die Niederländische Jungfrau im Garten der Provinzen dar.
In den 1970er Jahren wurde das Gebäude unter der Leitung von René van Raalte renoviert. Im Jahr 2008 wurde bekannt gegeben, dass Fortis Vastgoed (jetzt: a.s.r. real estate development) das Gebäude der Koninklijke PostNL erwerben würde. Am 28. Oktober 2011 wurde das Gebäude als letztes unabhängiges Postamt in den Niederlanden geschlossen. Mehrere Jahre lang konnte keine neue Nutzung gefunden werden. Nach 2016 wurde das Gebäude zu einem Kulturzentrum mit Bibliothek, Kino, Hörsaal, Brasserie und Café sowie Ausstellungsräumen, Arbeitsplätzen und einem Fahrradschuppen umgebaut. Das Gebäude wurde um einen Anbau an der Seite der Oudegracht erweitert. Es ist ab dem 11. Mai 2020 für die Öffentlichkeit zugänglich.

## PTT Telekommunikation
PTT Telecom war ein Mitnutzer dieses Gebäudes. In den verschiedenen Stockwerken waren Büros und Telefonzentralen untergebracht. Es gab auch eine Verstärkerstation, an der Fernverbindungen zusammenliefen. Für PTT Telecom war dieses Gebäude als UT1 bekannt. In den 1990er Jahren wurde ein großer Teil des Telefonverkehrs der Provinz Utrecht und der Betuwe über dieses Gebäude abgewickelt. Dies geschah über die Verkehrsleitzentrale UT1F vom Typ AXE. Außerdem gab es eine 5ESS-Zentrale UT1D, die die Telefonbereiche Culemborg (0345), Tiel (0344) und Woerden (0348) bediente. Die 5ESS-Vermittlungsstelle UT-C1G versorgte Teile der Stadt Utrecht und umliegende Orte wie Maarssen und Breukelen (0346). Unter dem Gebäude befand sich ein umfangreicher Kabelkeller. Hier liefen die Kabel aus der Stadt Utrecht zusammen.

## Galerie

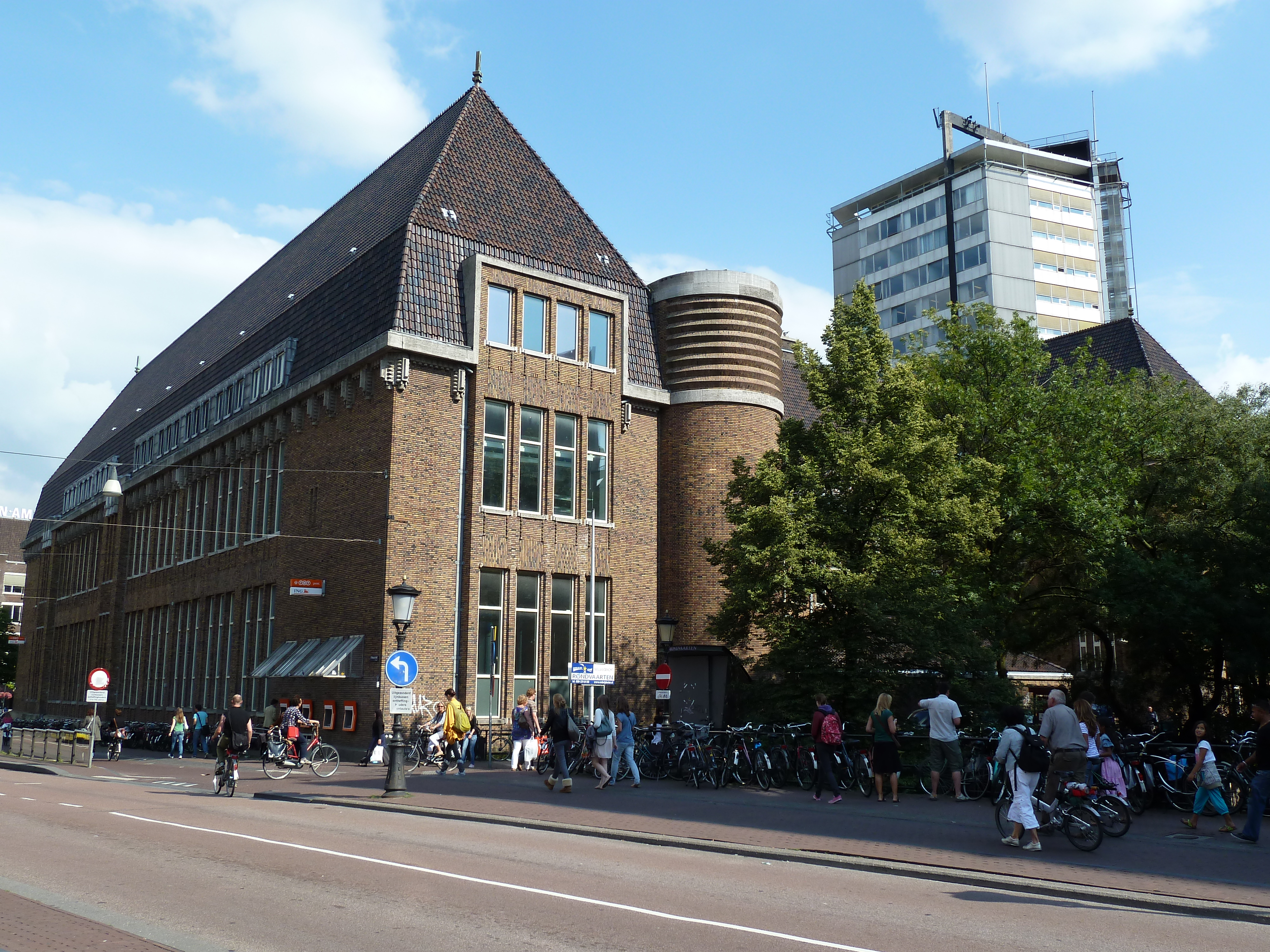
Rückseite des Postamts an der Oudegracht
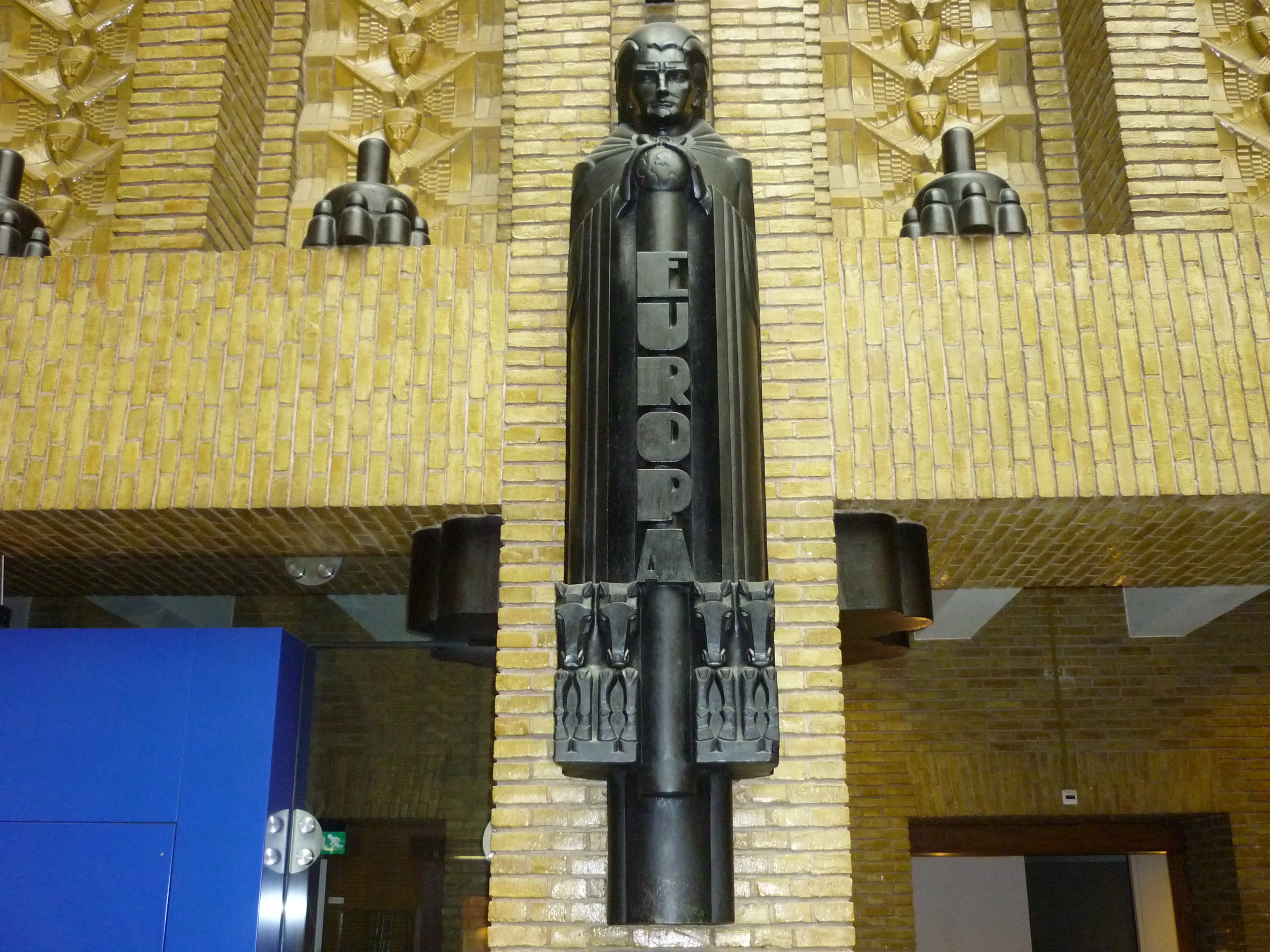
Statue Europa